# Station Eidsvoll Verk
Station Eidsvoll Verk  is een station in Råholt in de gemeente  Eidsvoll in fylke Viken  in  Noorwegen. Het station werd aangelegd toen Gardermobanen naar het noorden werd verlengd tot Eidsvoll. Het station wordt bediend door lijn L12, een stoptrein die van Kongsberg via Oslo en Gardermoen naar Eidsvoll rijdt.